# Tanacetum heterophyllum
Tanacetum heterophyllum là một loài thực vật có hoa trong họ Cúc. Loài này được Boiss. miêu tả khoa học đầu tiên năm 1846.